# Memoire
『memoire』（メモワール）は、MALICE MIZERの第1期1枚目のミニアルバムである。

## 概要
完全自主制作での初のCDオリジナル作品である。初回限定の3000枚が予約のみで即完売となり、後にボーナストラックを含んだ『memoire DX』が追加発売された。

## 収録曲
1. de memoire (0:57)
(作曲：Mana)
2. 記憶と空 (4:46)
(作詞：tetsu / 作曲：Mana)
後に(第3期)での『日本武道館』で行われたライブ「薔薇に彩られた悪意と悲劇の幕開け」で「記憶と空〜再会そして約束〜」として、リアレンジされた物が披露された。
3. エーゲ海に捧ぐ (5:07)
(作詞：tetsu、作曲：Mana)
副題は「～the vault of heaven～」と表記されている。後に（第2期）メジャー1stアルバム『merveilles』（1998年）に収録された、「エーゲ〜過ぎ去りし風と共に〜」の原曲である。
4. 午後のささやき (2:32)
(作詞：tetsu / 作曲：Mana)
5. 魅惑のローマ (3:22)
(作詞：tetsu / 作曲：Mana)
6. seraph (4:17)
(作詞：tetsu / 作曲：Közi[1])
7. バロック (7:22)
(作詞：tetsu / 作曲：Mana)
2ndプレスに当たる「memoire DX」に収録されているボーナストラックである。曲中でJ.S. バッハの『インヴェンション第4番 ニ短調』とベートーヴェンの『エリーゼのために』のフレーズが引用されている。

## 反響
BARKSの山本弘子が執筆したバンドの25周年ライブレポートによると、「記憶と空」はバンドの代表作として知られているとされている。